# Ordre de la Croix de Takovo
L'ordre de la Croix de Takovo est un ordre honorifique de Serbie. Créé en 1865, c'est le plus ancien des ordres serbes.

## Historique
L'Ordre comprend 5 classes : 
- Grand-croix,
- Grand officier,
- Commandeur,
- Officier,
- Chevalier[2]

## Description
Eléments entrant dans la composition de l'Ordre

Armes de la principauté de Serbie
Croix de Malte
Croix de saint André

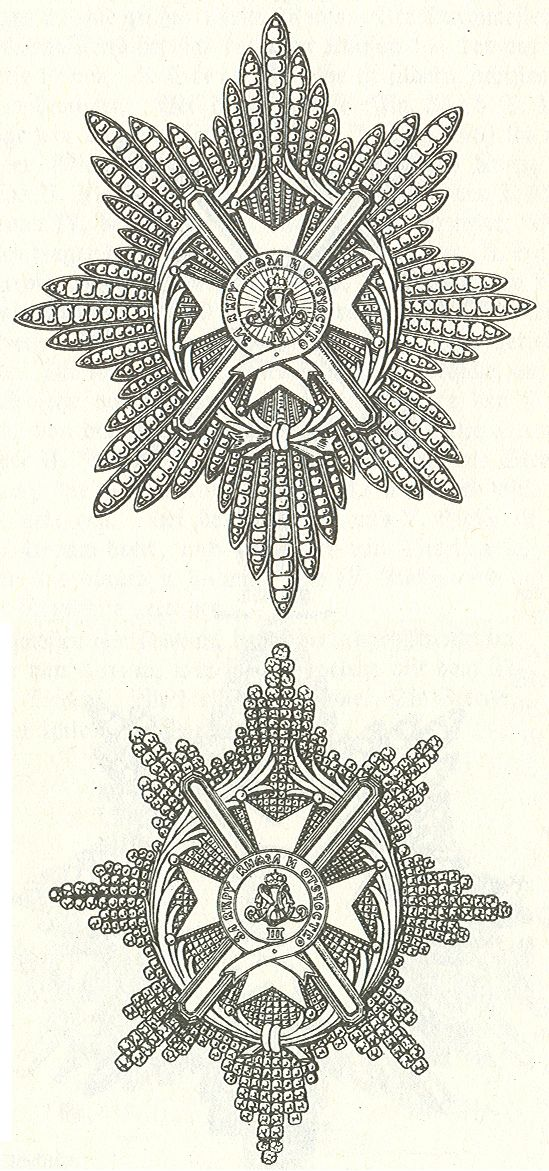
Étoiles de l'Ordre
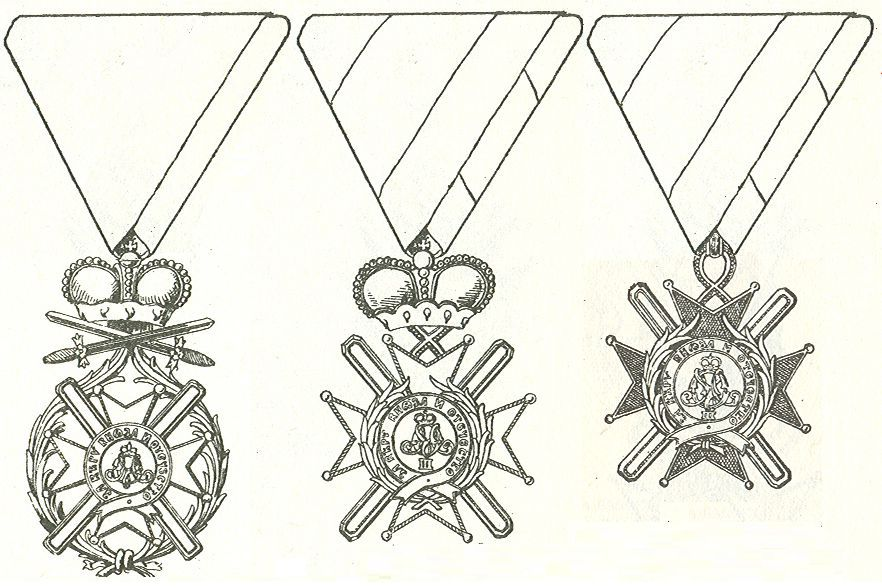
Croix de l'Ordre

Il existe deux rubans :
- Pour les civils, le ruban est aux couleurs de la Serbie[3], rouge avec un liseré blanc et bleu[2].
- Pour les militaires, le ruban est rouge[2].

Le 23 janvier 1883, le roi Milan Ier crée une division militaire de l'Ordre qui se distingue par un ruban intégralement rouge, et la croix est surmontée de deux épées croisées,